# Карадаг, Алиджан
Алиджан Карадаг (тур. Alican Karadağ; 8 января 1990 года, Алтындаг, ил Анкара, Турция) — турецкий футболист, играющий на позиции полузащитника. Ныне выступает за турецкий клуб «Кахраманмарашспор» из Второй лиги.

## Клубная карьера
Алиджан Карадаг — воспитанник турецкого столичного футбольного клуба «Генчлербирлиги», но за который на профессиональном уровне не играл. Он выступал за целый ряд команд турецких низших лиг: «Бугсашспор», «1461 Трабзон», «Чубукспор», «Фетхиеспор» и «Кастамонуспор» во Второй лиге, «Болуспор», «Гиресунспор», «Шанлыурфаспор» и «Адана Демирспор» в Первой лиге, а также за «Кечиоренгюджю» в Третьей лиге.
8 января 2018 года Карадаг стал футболистом клуба Суперлиги «Карабюкспор». 11 марта того же года он дебютировал в главной турецкой лиге, выйдя на замену в середине второго тайма гостевого поединка против «Кайсериспора».